# Емельянов, Валерий Николаевич (профессор НовГУ)
Валерий Николаевич Емельянов (1940―2019) ― советский и российский изобретатель, доктор технических наук, профессор кафедры технологии машиностроения и декан инженерно – технологического факультета Новгородского государственного университета имени Ярослава Мудрого, разработал метод правки коленчатых валов.

## Биография
Родился в 1940 году. В 1958 году окончил Ульяновский автомеханический техникум, а затем вечернее отделение Ульяновского политехнического института по специальности «Технология машиностроения». В 1970 году после окончания аспирантуры Саратовского политехнического института защитил кандидатскую диссертацию на тему «Исследование влияния накатывания галтелей на качество коленчатых валов». 
С 1973 по 1978 гг. работал доцентом на кафедрах "Технология машиностроения" Курганского машиностроительного института и Новгородского политехнического института, с 1978 года – заведующим, а с 1994 года – профессором той же кафедры.
В 2000 году защитил докторскую диссертацию на тему «Технология упрочнения галтелей и правки прямых и коленчатых валов ППД», в 2001 году утвержден ВАК в ученом звании профессора. 
С 2005 г. по 2009 г. – декан инженерно – технологического факультета Новгородского государственного университета имени Ярослава Мудрого. 
Написал более 330 научных и методических работ, из них более 50 - изобретений. Основной сферой научных интересов была точность изготовления коленчатых валов двигателей. В последние годы жизни входил в группу изобретателей из числа учёных НовГУ, занимавшихся созданием инновационных средств реабилитации.

## Награды и звания
- Заслуженный работник высшей школы Российской Федерации
- Заслуженный изобретатель Российской Федерации
- Медаль «Ветеран труда»
- Звание «Заслуженный работник технического университета г. Лодзь» (Польша)
- Медаль Министерства образования Польской республики «За особые заслуги в области просвещения и воспитания»
- Почетное звание «Заслуженный работник Новгородского государственного Университета имени Ярослава Мудрого»
- «Профессор года 2017».

## Научные труды
- Экспериментальное исследование процесса коробления плоских коленчатых валов с двумя шатунными шейками при накатывании галтелей
- Технология обработки деталей машин поверхностным пластическим деформированием
- Технология упрочнения галтелей и правки прямых и коленчатых валов поверхностным пластическим деформированием
- Исследование влияния накатывания галтелей на качество коленчатых валов
- Повышение надежности коленчатых валов двигателей
- Прецизионная правка деталей машин поверхностным пластическим деформированием